# Мангал

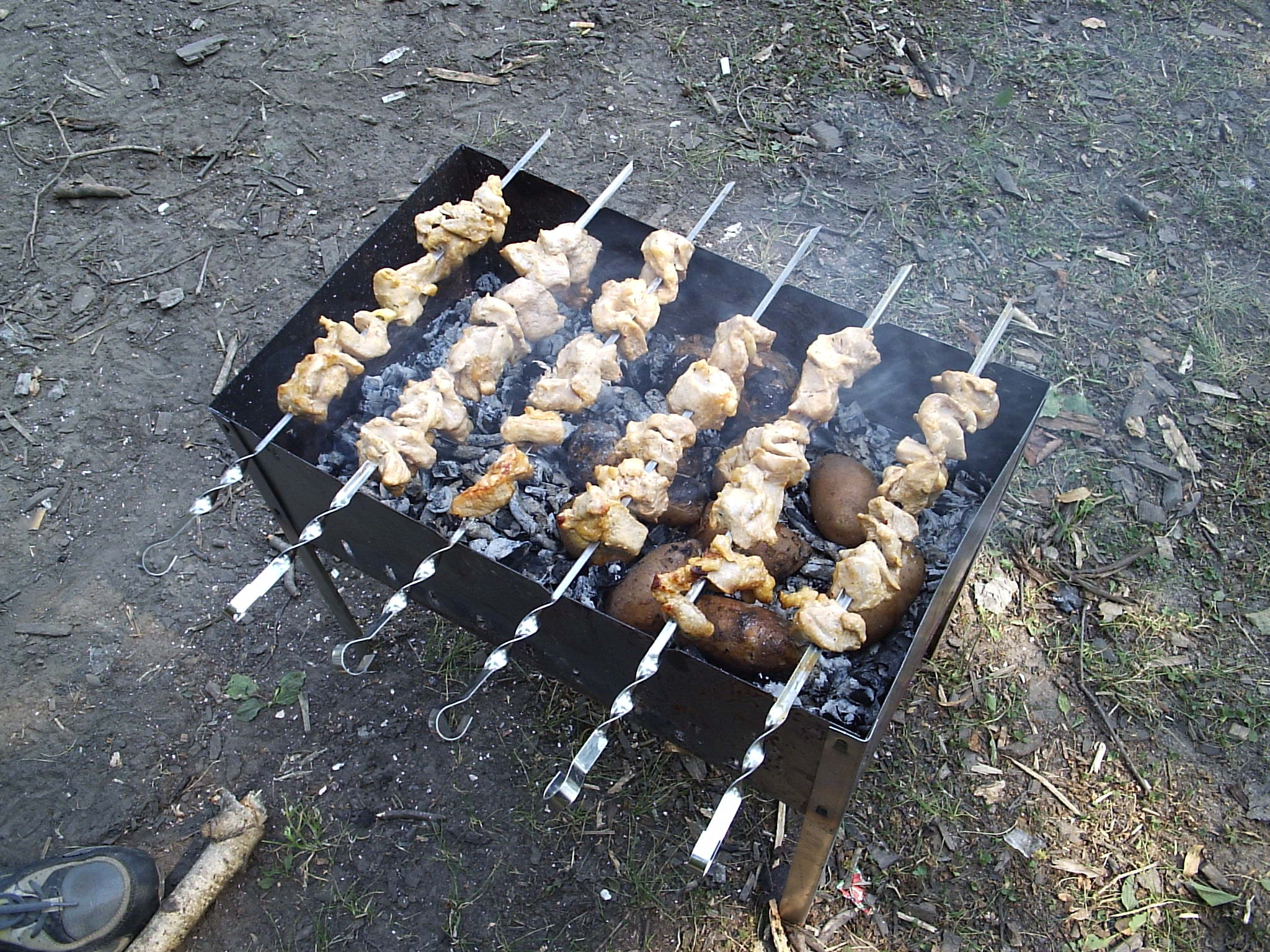
Шашлик в мангалі

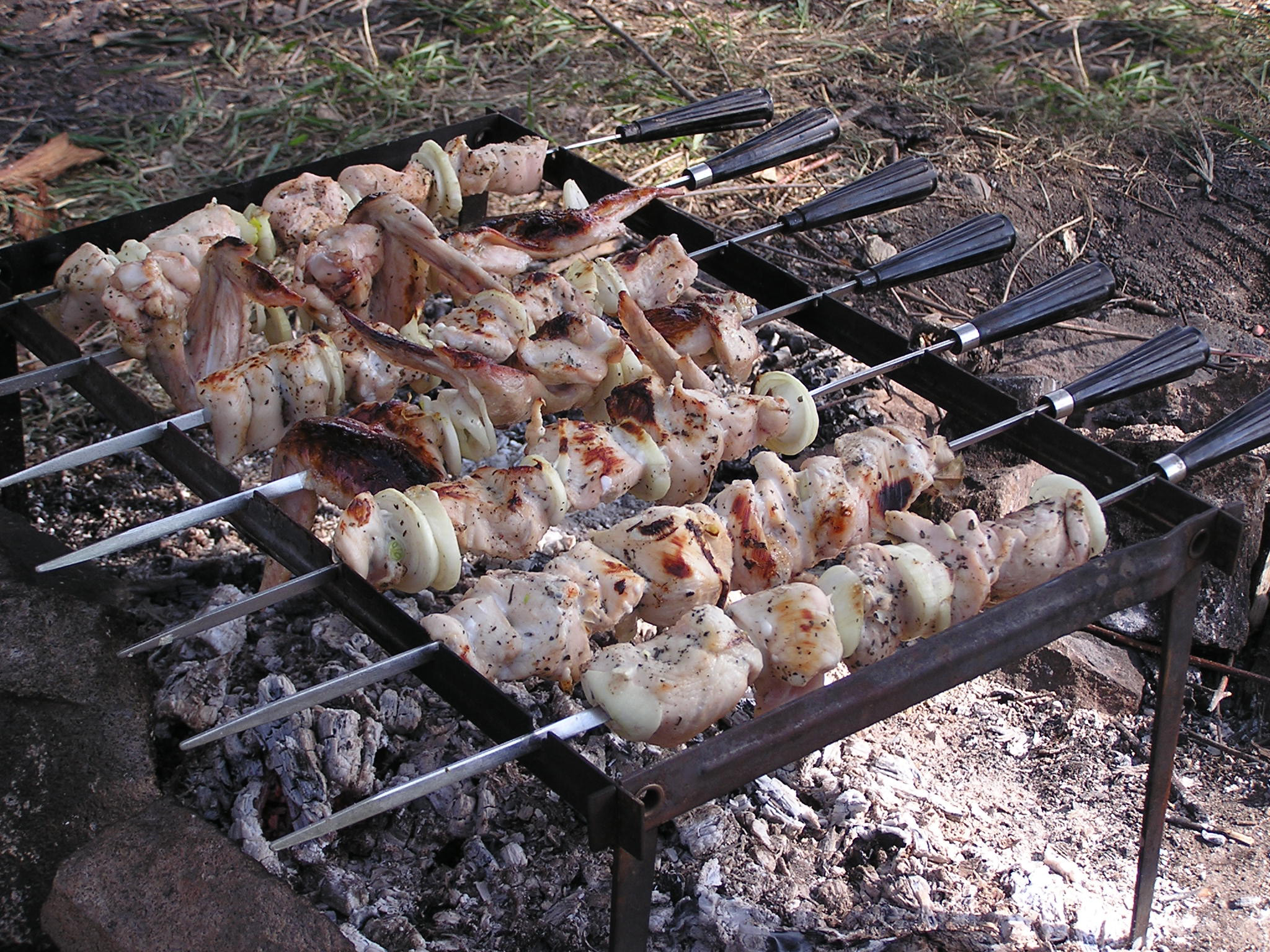
Шашлики з курятини на мангалі

Манга́л (тур. mangal, від араб. ممَنْقَل) — жаровня у народів  Близького Сходу, різновид грилю. Це мідна чаша на ніжках з горизонтальними широкими полями, двома ручками для перенесення і напівсферичною кришкою.
Всередину ставлять мідну або глиняну чашку з гарячим вугіллям. Кришка має сплощений верх, на який можна ставити посуд для розігрівання їжі. При приготуванні їжі кришку знімають і ставлять посуд на таганок. Іноді мангал накривають ковдрами, під якими гріються.
У країнах колишнього СРСР мангалом часто називають будь-який пристрій для отримання вугілля та приготування смаженого м'яса (шашликів). Звичайно це металева коробка з ніжками.

## Інтернет-ресурси
- The Independence Day Barbecue, More than American Tradition